# Не ждите слишком многого от конца света
«Не ждите слишком многого от конца света» (рум. Nu aștepta prea mult de la sfârșitul lumii) — сатирическая абсурдистская чёрная комедия 2023 года режиссёра Раду Жуде. Главную роль исполнила Илинка Манолаке.
Название «Не ждите слишком многого от конца света» отсылает к афоризму польского поэта и писателя Станислава Ежи Леца. Фильм продолжительностью 163 минуты (2 ч 43 мин.) стал самым длительным в карьере режиссёра Раду Жуде.
Премьера картины состоялась в августе 2023 года в рамках основного конкурса 76-го кинофестиваля в Локарно, где она получила хорошие отзывы кинокритиков и Специальный приз жюри. «Не ждите слишком многого от конца света» позже был показан на 48-м кинофестивале в Торонто и 61-м Нью-Йоркском кинофестивале. 8 сентября 2023 года фильм был выдвинут Румынией на премию «Оскар» в номинации «Лучший иностранный художественный фильм».

## Сюжет
История о кино и экономике в двух частях: перегруженная работой и получающая за это мизерное жалование Анджела разъезжает по Бухаресту, проводя кастинг для фильма «Безопасность на рабочем месте», заказанного транснациональной компанией. Этот процесс, в основном, состоит из интервью с пострадавшими на производстве работниками, которые за небольшое вознаграждение должны отвергнуть причастность компании к своим травмам. Чтобы отвлечься от разочарований, связанных с этой работой, Анджела, используя фильтры для скрытия своей личности, снимает провокационные видео для TikTok в виде несносного мужчины-инфлюенсера типа Эндрю Тейта. В один из дней она встречается с парализованным Мэрианом, который, в отличие от других опрошенных, раскрывает ответственность компании за несчастный случай, произошедший с ним, в результате чего разгорается скандал.
Фильм содержит также отснятый материал (иногда в замедленном режиме или стоп-кадры) из фильма 1981 года «Анджела едет дальше» (рум. Angela merge mai departe; режиссёр Лучиан Брату) о женщине-таксисте из Бухареста. Современная Анджела посещает ряд мест из тех, где снимался фильм 1981 года.

## В ролях
| Актёр            | Роль                      |
| ---------------- | ------------------------- |
| Илинка Манолаке  | Анджела Радукану / Бобита |
| Нина Хосс        | Дорис Гёте                |
| Катя Паскариу    | жена Овидиу               |
| София Николаеску | Илинка                    |
| Ласло Миске      | Гюри                      |
| Дорина, Лазэр    | Анджела Коман             |
| Алекс Даскалу    | Дан Трофаила              |
| Уве Болл         | камео                     |
| Овидиу Пырсан    | камео                     |

## Отзывы
На сайте-агрегаторе отзывов Rotten Tomatoes 97 % из 79 отзывов критиков положительные. Консенсус на веб-сайте гласит: «Столь же уникальный и захватывающий дух, как и его название, фильм „Не ждите слишком многого от конца света“ — ещё одно свидетельство, подтверждающее статус Раду Жуде как одарённого и провокационного режиссёра».
На веб-сайте Metacritic фильм получил оценку в 95 баллов из 100 возможных, что указывает на «всеобщее признание» и делает его самым популярным фильмом 2023 года.
В своей рецензии для «The Guardian» Питер Брэдшоу описал «Не ждите слишком многого от конца света» следующим образом: «Фривольный фильм-эссе / чёрная комедия, в котором современная жизнь рассматривается со всех сторон». Мэтью Джозеф Дженнер, автор статьи для Международного общества киноманов, заявил, что фильм является «по-настоящему амбициозным, прекрасно сложным и глубоко убедительным шедевром чисто игривого постмодернизма, который никогда ещё не был так остро необходим, как в настоящий момент».
«Не ждите слишком многого от конца света» вошёл в топ-10 лучших фильмов 2023 года по версии журнала «Cahiers du cinéma», заняв в этом списке 7-е место.